# Tenká červená linie
Tenká červená linie (The Thin Red Line) je americký válečný film Terrence Malicka z roku 1998. Film popisuje vylodění amerických sil na ostrově Guadalcanal, které začalo 7. srpna 1942 a trvalo do 7. února 1943. Zachycuje utrpení amerických a spojeneckých vojáků v jedné z nejtěžších bitev v Tichomoří.